# G.K. Hall
G.K. Hall, en forme longue G.K. Hall and Company, est une maison d'édition américaine basée à Boston.
Fondée par Garrison Kent Hall (1917-1973) à la fin des années 1950, elle est acquise par ITT en septembre 1969, puis par Macmillan Publishers en 1985 et enfin par Gale en 1999. 
G.K. Hall est, au début des années 1970, un éditeur de premier plan concernant les livres en gros caractères.
Elle cesse son activé au cours des années 2000,.